# Morti nel 1909
| Questa pagina contiene informazioni ricavate automaticamente dalle voci biografiche con l'ausilio del template Bio e di un bot. L'aggiornamento è periodico e automatico e ricostruisce completamente la pagina. Se manca una persona in questa lista, sei pregato di non aggiungerla, ma accertati piuttosto che la sua voce biografica contenga il template Bio e che i dati anagrafici siano correttamente compilati. Se il template Bio manca, inseriscilo tu stesso o, in alternativa, metti l'avviso {{tmp\|Bio}} che ne segnala la mancanza. Se i dati riportati sono sbagliati, correggi direttamente la voce biografica; le modifiche saranno visibili in questa lista entro pochi giorni. Per chiarimenti vedi il progetto biografie. La lista contiene solo le 436 persone che sono citate nell'enciclopedia e per le quali è stato implementato correttamente il template Bio. Pagina aggiornata al 18 ago 2025. |

## Gennaio(33)
- 1º gennaio - Eugenio Giuseppe Conti, pittore italiano (n. 1842)
- 2 gennaio - Pierre Lucciana, scrittore francese (n. 1832)
- 2 gennaio - Francesco Meardi, avvocato e politico italiano (n. 1839)
- 3 gennaio - Douglas Argyll Robertson, chirurgo scozzese (n. 1837)
- 4 gennaio - Pedro Pablo Figueroa, scrittore cileno (n. 1857)
- 4 gennaio - Carlo Giulietti, storico italiano (n. 1825)
- 8 gennaio - James C. Brewster, religioso statunitense (n. 1826)
- 8 gennaio - Harry Seeley, paleontologo britannico (n. 1839)
- 9 gennaio - Filadelfo Fichera, ingegnere e architetto italiano (n. 1850)
- 9 gennaio - Paul-Ferdinand Gachet, medico, collezionista d'arte e pittore francese (n. 1828)
- 12 gennaio - Celso Ceretti, patriota e anarchico italiano (n. 1844)
- 12 gennaio - Hermann Minkowski, matematico tedesco (n. 1864)
- 12 gennaio - Giulio Podesti, architetto italiano (n. 1842)
- 14 gennaio - Stefano Canzio, generale e politico italiano (n. 1837)
- 14 gennaio - Zinovij Petrovič Rožestvenskij, ammiraglio russo (n. 1848)
- 15 gennaio - Eva Bonnier, pittrice svedese (n. 1857)
- 15 gennaio - Arnold Janssen, presbitero e missionario tedesco (n. 1837)
- 15 gennaio - Ernest Reyer, compositore francese (n. 1823)
- 16 gennaio - Alberto Barracco, politico italiano (n. 1855)
- 18 gennaio - Robert Hausmann, violoncellista tedesco (n. 1852)
- 19 gennaio - Giuseppe Levi, banchiere e filantropo italiano (n. 1830)
- 19 gennaio - Francesco Prudenzano, patriota, docente e scrittore italiano (n. 1823)
- 20 gennaio - Zulma Bouffar, attrice e cantante francese (n. 1841)
- 21 gennaio - Mezidemestan Kadın, ottomana (n. 1869)
- 21 gennaio - Tancredi Saletta, militare italiano (n. 1840)
- 22 gennaio - Emil Erlenmeyer, chimico tedesco (n. 1825)
- 24 gennaio - Petre S. Aurelian, politico rumeno (n. 1833)
- 24 gennaio - Thomas Coke, II conte di Leicester, nobile inglese (n. 1822)
- 25 gennaio - Cesare Biseo, pittore, illustratore e incisore italiano (n. 1843)
- 25 gennaio - Manuel Domingo y Sol, presbitero spagnolo (n. 1836)
- 27 gennaio - Benoît-Constant Coquelin, attore francese (n. 1841)
- 29 gennaio - Felice Beato, fotografo italiano
- 30 gennaio - Carlo Randaccio, politico e scrittore italiano (n. 1827)

## Febbraio(41)
- 1º febbraio - Michael Bass, I barone Burton, filantropo e politico inglese (n. 1837)
- 2 febbraio - Carlo Acton, pianista e compositore italiano (n. 1829)
- 2 febbraio - Adolf Stoecker, politico, teologo e scrittore tedesco (n. 1835)
- 2 febbraio - Antoine Just Léon Marie di Noailles, nobile francese (n. 1841)
- 3 febbraio - Serafino Cretoni, cardinale e arcivescovo cattolico italiano (n. 1833)
- 4 febbraio - John Clarkson, giocatore di baseball statunitense (n. 1861)
- 5 febbraio - Alexandre Saint-Yves d'Alveydre, medico francese (n. 1842)
- 6 febbraio - Giacinto Arcangeli, vescovo cattolico italiano (n. 1833)
- 6 febbraio - Robert Trewhella, ingegnere inglese (n. 1830)
- 7 febbraio - Catulle Mendès, poeta, scrittore e librettista francese (n. 1841)
- 8 febbraio - Antonio Barone, militare italiano (n. 1887)
- 8 febbraio - Ernest Alexandre Honoré Coquelin, attore francese (n. 1848)
- 8 febbraio - Mieczysław Karłowicz, compositore e direttore d'orchestra polacco (n. 1876)
- 8 febbraio - Giacinto Morera, matematico italiano (n. 1856)
- 9 febbraio - Charles Conder, pittore inglese (n. 1868)
- 10 febbraio - Jacopo Caponi, giornalista e scrittore italiano (n. 1831)
- 10 febbraio - Pierre Chanoux, presbitero, alpinista e botanico italiano (n. 1828)
- 11 febbraio - Martino Beltrani Scalia, magistrato e politico italiano (n. 1829)
- 11 febbraio - Francesco Penserini, magistrato e politico italiano (n. 1834)
- 12 febbraio - Donato Ragosa, patriota italiano (n. 1856)
- 13 febbraio - Hugo Egmont Hørring, politico danese (n. 1842)
- 13 febbraio - Julius Thomsen, chimico danese (n. 1826)
- 16 febbraio - Emmanuel Henri Victurnien de Noailles, critico letterario e storico francese (n. 1830)
- 17 febbraio - Carl Bolle, botanico e ornitologo tedesco (n. 1821)
- 17 febbraio - Geronimo, condottiero nativo americano (n. 1829)
- 17 febbraio - Vladimir Aleksandrovič Romanov, nobile russo (n. 1847)
- 18 febbraio - Céleste Mogador, ballerina e scrittrice francese (n. 1824)
- 20 febbraio - Rodolphe Lindt, inventore e imprenditore svizzero (n. 1855)
- 20 febbraio - Paul Ranson, pittore francese (n. 1861)
- 22 febbraio - Eugene Delmar, scacchista statunitense (n. 1841)
- 22 febbraio - Michele Mang, fotografo tedesco
- 23 febbraio - Nadežda Borisovna Czetwertyński-Światopełk, nobildonna e filantropa polacca (n. 1812)
- 24 febbraio - Ernesto Balbo Bertone di Sambuy, nobile e politico italiano (n. 1837)
- 24 febbraio - Enrico Ridolfi, storico dell'arte italiano (n. 1828)
- 25 febbraio - Caran d'Ache, disegnatore e umorista francese (n. 1858)
- 26 febbraio - Hermann Ebbinghaus, psicologo e filosofo tedesco (n. 1850)
- 26 febbraio - Ciriaco María Sancha y Hervás, cardinale e arcivescovo cattolico spagnolo (n. 1833)
- 27 febbraio - Artúr Coray, pesista e discobolo ungherese (n. 1881)
- 27 febbraio - Hermann Klette, ingegnere tedesco (n. 1847)
- 28 febbraio - Alfred von Kraus, poliziotto austriaco (n. 1824)
- 28 febbraio - Henriëtte Ronner-Knip, pittrice belga (n. 1821)

## Marzo(44)
- 1º marzo - Aureliano Faifofer, matematico austriaco (n. 1843)
- 1º marzo - Riccardo Predelli, storico e archivista italiano (n. 1840)
- 1º marzo - Maria Teresa di Borbone-Due Sicilie, principessa (n. 1867)
- 4 marzo - Alexandre Charpentier, scultore, ebanista e pittore francese (n. 1856)
- 5 marzo - Francesco Lagomarsino, predicatore italiano (n. 1823)
- 5 marzo - Elijah Myers, architetto statunitense (n. 1832)
- 6 marzo - João Barbosa Rodrigues, ingegnere, naturalista e botanico brasiliano (n. 1842)
- 6 marzo - August Mau, archeologo tedesco (n. 1840)
- 8 marzo - Guido Carmignani, pittore italiano (n. 1838)
- 8 marzo - Michail Ivanovič Chilkov, politico e principe russo (n. 1834)
- 8 marzo - Valerico Laccetti, pittore italiano (n. 1836)
- 9 marzo - Domizio Panini, ingegnere italiano (n. 1844)
- 9 marzo - Francesco Piccioli, ingegnere italiano (n. 1841)
- 10 marzo - Kazimierz Badeni, politico polacco (n. 1846)
- 10 marzo - Frederick Gard Fleay, critico letterario inglese (n. 1831)
- 11 marzo - Mattia Farina, politico italiano (n. 1822)
- 12 marzo - Juan Crisóstomo Centurión, giornalista, educatore e diplomatico paraguaiano (n. 1840)
- 12 marzo - Giuseppe Pasolini Zanelli, nobile e politico italiano (n. 1844)
- 12 marzo - Joe Petrosino, poliziotto italiano (n. 1860)
- 14 marzo - Luigi Buzzi Leone, scultore italiano (n. 1823)
- 15 marzo - Antigono Raggi, psichiatra italiano (n. 1845)
- 15 marzo - Victor Vignon, pittore francese (n. 1847)
- 16 marzo - Michele Cardona, magistrato e politico italiano (n. 1833)
- 16 marzo - Adalbert Matkowsky, attore tedesco (n. 1857)
- 16 marzo - Léo Melliet, avvocato e politico francese (n. 1843)
- 16 marzo - Alfonso Visocchi, politico italiano (n. 1831)
- 17 marzo - William Robert Taylor, politico statunitense (n. 1820)
- 19 marzo - James Hutchison Stirling, filosofo inglese (n. 1820)
- 20 marzo - Gaetano Caracciolo, politico italiano (n. 1837)
- 20 marzo - Sina Mesdag van Houten, pittrice olandese (n. 1834)
- 20 marzo - Fritz Römer, zoologo tedesco (n. 1866)
- 21 marzo - Friedrich Amelung, scacchista e compositore di scacchi estone (n. 1842)
- 23 marzo - Karel Javůrek, pittore ceco (n. 1815)
- 24 marzo - Alfred Messel, architetto tedesco (n. 1853)
- 24 marzo - John Millington Synge, drammaturgo irlandese (n. 1871)
- 25 marzo - Ruperto Chapí, compositore spagnolo (n. 1851)
- 25 marzo - Lorenzo Orengo, scultore italiano (n. 1838)
- 25 marzo - Aristide Salvatori, patriota e giornalista italiano (n. 1838)
- 26 marzo - Enrico Costa, scrittore e giornalista italiano (n. 1841)
- 26 marzo - Alfredo Lucifero, nobile, militare e politico italiano (n. 1858)
- 28 marzo - Federico Pizza, arcivescovo cattolico italiano (n. 1825)
- 28 marzo - Carlo Günther di Schwarzburg-Sondershausen, principe tedesco (n. 1830)
- 29 marzo - Marco Boncompagni Ludovisi Ottoboni, politico italiano (n. 1832)
- 31 marzo - José María Cázares y Martínez, arcivescovo cattolico messicano (n. 1832)

## Aprile(32)
- 1º aprile - Emidio Cerulli, politico italiano (n. 1850)
- 2 aprile - André Alavoine, attivista francese (n. 1843)
- 3 aprile - Pascual Cervera y Topete, ammiraglio spagnolo (n. 1839)
- 4 aprile - William Emmette Coleman, funzionario e orientalista statunitense (n. 1843)
- 4 aprile - Orestes Quintana, canottiere spagnolo (n. 1880)
- 6 aprile - Julian Salomons, politico e avvocato britannico (n. 1835)
- 6 aprile - Giovanni Siorpaes, alpinista italiano (n. 1869)
- 6 aprile - Franz Wickhoff, storico dell'arte austriaco (n. 1853)
- 7 aprile - Caroline Stephen, filantropa e scrittrice inglese (n. 1834)
- 8 aprile - Venceslaus Ulricus Hammershaimb, pastore protestante faroese (n. 1819)
- 8 aprile - Helena Modjeska, attrice polacca (n. 1840)
- 9 aprile - Francis Marion Crawford, scrittore e drammaturgo statunitense (n. 1854)
- 9 aprile - Paschal Grousset, giornalista, scrittore e politico francese (n. 1844)
- 9 aprile - Fortunato Rocchi, pittore e architetto italiano (n. 1822)
- 10 aprile - Carlo Aventi, avvocato e politico italiano (n. 1852)
- 10 aprile - Algernon Swinburne, poeta e drammaturgo britannico (n. 1837)
- 12 aprile - Bartolomeo Giuliano, pittore italiano (n. 1825)
- 14 aprile - Miguel Juárez Celman, politico e avvocato argentino (n. 1844)
- 16 aprile - Giovanni Battista Dessiglioli, organaro italiano (n. 1849)
- 16 aprile - Gaetano Moscuzza, politico italiano (n. 1820)
- 16 aprile - Paolo Tassinari, chimico italiano (n. 1829)
- 19 aprile - Barbara Micarelli, religiosa italiana (n. 1845)
- 19 aprile - Signe Rink, scrittrice e etnologa danese (n. 1836)
- 20 aprile - Abdul Karim, funzionario indiano (n. 1863)
- 20 aprile - Hélène Bertaux, scultrice e attivista francese (n. 1825)
- 21 aprile - Emanuele Chiabrera Castelli, generale italiano (n. 1814)
- 21 aprile - Oskar Emil Meyer, fisico tedesco (n. 1834)
- 21 aprile - Luigi Norfini, pittore italiano (n. 1825)
- 21 aprile - Edward Salomon, politico statunitense (n. 1828)
- 22 aprile - Antonio Caccianiga, politico, patriota e scrittore italiano (n. 1823)
- 26 aprile - Doc Powers, giocatore di baseball statunitense (n. 1870)
- 30 aprile - Albert Langen, editore tedesco (n. 1869)

## Maggio(37)
- 2 maggio - Manuel Amador Guerrero, politico panamense (n. 1833)
- 4 maggio - Adèle Dumilâtre, ballerina francese (n. 1821)
- 4 maggio - Franz Joseph von Stein, arcivescovo cattolico tedesco (n. 1832)
- 5 maggio - Bindon Stoney, ingegnere e astronomo irlandese (n. 1828)
- 6 maggio - Fanny Cerrito, danzatrice e coreografa italiana (n. 1817)
- 6 maggio - Luigi Ridolfi, agronomo e politico italiano (n. 1824)
- 6 maggio - Eugeniu Voinescu, diplomatico e pittore rumeno (n. 1842)
- 6 maggio - Herbert Whitfeld, calciatore inglese (n. 1858)
- 7 maggio - Joachim Andersen, flautista danese (n. 1847)
- 7 maggio - Hermann Osthoff, linguista tedesco (n. 1847)
- 8 maggio - William Perry Fogg, avventuriero statunitense (n. 1826)
- 8 maggio - Friedrich August von Holstein, diplomatico e politico tedesco (n. 1837)
- 9 maggio - Augusta Evans Wilson, scrittrice statunitense (n. 1835)
- 10 maggio - Futabatei Shimei, scrittore, traduttore e critico letterario giapponese (n. 1864)
- 10 maggio - Félix-Henri Giacomotti, pittore francese (n. 1828)
- 10 maggio - Ludwig Thiersch, pittore tedesco (n. 1825)
- 12 maggio - Bertha Townsend, tennista statunitense (n. 1869)
- 13 maggio - Heinrich Limpricht, chimico tedesco (n. 1827)
- 13 maggio - Heinrich von Ranke, fisiologo e pediatra tedesco (n. 1830)
- 14 maggio - Giovanni Vailati, matematico, filosofo e storico italiano (n. 1863)
- 15 maggio - Ernest Besnier, dermatologo francese (n. 1831)
- 15 maggio - Karl Lohmeyer, storico prussiano (n. 1832)
- 16 maggio - Henri Patrice Dillon, pittore, illustratore e incisore francese (n. 1850)
- 17 maggio - Michael Jan de Goeje, orientalista olandese (n. 1836)
- 18 maggio - Isaac Albéniz, compositore e pianista spagnolo (n. 1860)
- 18 maggio - August Jaeger, editore inglese (n. 1860)
- 19 maggio - Henry Rogers, imprenditore statunitense (n. 1840)
- 19 maggio - Zayed I bin Khalifa Al Nahyan, sovrano emiratino (n. 1835)
- 20 maggio - Theodor Wilhelm Engelmann, botanico, fisiologo e docente tedesco (n. 1843)
- 20 maggio - Antonio Tagliaferri, architetto italiano (n. 1835)
- 21 maggio - Spiridione Brusina, zoologo croato (n. 1845)
- 21 maggio - Adolf Pinner, chimico tedesco (n. 1842)
- 23 maggio - François Émile Michel, pittore, critico d'arte e storico dell'arte francese (n. 1828)
- 24 maggio - Franz Pfanner, missionario austriaco (n. 1825)
- 25 maggio - Guillaume Dubufe, pittore francese (n. 1853)
- 25 maggio - Emanuel von Sievers, politico, mecenate e artista tedesco (n. 1817)
- 27 maggio - Pasquale Liotta Cristaldi, pittore italiano (n. 1850)

## Giugno(25)
- 1º giugno - Giuseppe Martucci, compositore, pianista e direttore d'orchestra italiano (n. 1856)
- 2 giugno - Antonio Bellia Strano, avvocato e politico italiano (n. 1821)
- 3 giugno - Augusto Albini, ammiraglio e politico italiano (n. 1830)
- 6 giugno - Antelmo Severini, orientalista e traduttore italiano (n. 1828)
- 7 giugno - Marama Teururai, nobile (n. 1851)
- 9 giugno - Giacomo Armò, politico e magistrato italiano (n. 1830)
- 10 giugno - Rudolph Bergh, medico e zoologo danese (n. 1824)
- 10 giugno - Edward Everett Hale, scrittore, storico e religioso statunitense (n. 1822)
- 11 giugno - Jacob Gordin, scrittore russo (n. 1853)
- 11 giugno - Frederick Haines, generale britannico (n. 1819)
- 13 giugno - Albin Herzog, matematico svizzero (n. 1852)
- 14 giugno - Afonso Augusto Moreira Pena, avvocato e politico brasiliano (n. 1847)
- 14 giugno - Witold Wojtkiewicz, pittore polacco (n. 1879)
- 15 giugno - John Emile Clavering Hankin, drammaturgo e saggista inglese (n. 1869)
- 15 giugno - Fredrik Johan Wiik, geologo e mineralogista finlandese (n. 1839)
- 20 giugno - Ernest Chaplet, designer, scultore e ceramista francese (n. 1835)
- 20 giugno - Friedrich Fromhold Martens, diplomatico e giurista estone (n. 1845)
- 24 giugno - Kang Jeungsan, religioso coreano (n. 1871)
- 24 giugno - Sarah Orne Jewett, scrittrice statunitense (n. 1849)
- 24 giugno - Friederich Wilhelm Zopf, botanico e micologo tedesco (n. 1846)
- 27 giugno - John Seymour Keay, politico e imprenditore scozzese (n. 1839)
- 27 giugno - Annibale Lucatelli, patriota italiano (n. 1827)
- 28 giugno - Yin Fu, insegnante cinese (n. 1840)
- 29 giugno - Charles Champoiseau, diplomatico e archeologo francese (n. 1830)
- 30 giugno - Natale Imperatori, patriota e militare svizzero (n. 1830)

## Luglio(22)
- 1º luglio - Arthur Alfred Brown, calciatore inglese (n. 1859)
- 1º luglio - Christian Reithmann, orologiaio, ingegnere e inventore tedesco (n. 1818)
- 2 luglio - Stanisław Tarnowski, pittore polacco (n. 1838)
- 3 luglio - Hermann Johannes Pfannenstiel, ginecologo tedesco (n. 1862)
- 4 luglio - Bonifacio Maria Krug, abate tedesco (n. 1838)
- 5 luglio - Giuseppe Cantoni, musicista italiano (n. 1841)
- 7 luglio - Walther Ritz, fisico svizzero (n. 1878)
- 9 luglio - George Robinson, I marchese di Ripon, politico e diplomatico britannico (n. 1827)
- 9 luglio - Gaston de Galliffet, militare francese (n. 1830)
- 11 luglio - Simon Newcomb, matematico e astronomo statunitense (n. 1835)
- 11 luglio - Giuseppe Parvis, ebanista e scultore italiano (n. 1831)
- 12 luglio - Gustave Jacquet, pittore francese (n. 1846)
- 13 luglio - Jules-Clément Chaplain, scultore e medaglista francese (n. 1839)
- 15 luglio - George Tyrrell, teologo irlandese (n. 1861)
- 16 luglio - Raffaele Vittorio Matteucci, geologo e vulcanologo italiano (n. 1846)
- 16 luglio - Şehzade Selim Süleyman, principe ottomano (n. 1860)
- 18 luglio - Carlo Maria di Borbone-Spagna, nobile (n. 1848)
- 18 luglio - Neofito VIII di Costantinopoli, arcivescovo ortodosso greco (n. 1832)
- 19 luglio - Derviş Vahdeti, politico ottomano (n. 1870)
- 21 luglio - Gustav Karpeles, storico e editore tedesco (n. 1848)
- 22 luglio - Detlev von Liliencron, poeta e scrittore tedesco (n. 1844)
- 27 luglio - Max Runge, ginecologo tedesco (n. 1849)

## Agosto(29)
- 2 agosto - Rudolf Swideriski, scacchista tedesco (n. 1878)
- 5 agosto - Miguel Antonio Caro, scrittore e politico colombiano (n. 1843)
- 5 agosto - Pietro Vasta, medico e politico italiano (n. 1872)
- 6 agosto - Adalbert Merx, teologo e orientalista tedesco (n. 1838)
- 6 agosto - Franz Schrüfer, compositore di scacchi tedesco (n. 1823)
- 8 agosto - Mary MacKillop, religiosa australiana (n. 1842)
- 9 agosto - Alfons von Rosthorn, ginecologo austriaco (n. 1857)
- 10 agosto - Alfred Dick, dirigente sportivo e imprenditore svizzero (n. 1865)
- 10 agosto - Albert Augustus Pope, imprenditore statunitense (n. 1843)
- 13 agosto - Otto Bollinger, patologo tedesco (n. 1843)
- 13 agosto - Paul Gerber, insegnante e fisico tedesco (n. 1854)
- 15 agosto - Laura Theresa Alma-Tadema, pittrice britannica (n. 1852)
- 15 agosto - Isidore Bakanja, beato della Repubblica Democratica del Congo
- 15 agosto - Euclides da Cunha, scrittore brasiliano (n. 1866)
- 16 agosto - Georges Picot, magistrato e storico francese (n. 1838)
- 17 agosto - Madan Lal Dhingra, attivista e rivoluzionario indiano (n. 1883)
- 18 agosto - Theodore Martin, poeta e scrittore scozzese (n. 1816)
- 20 agosto - Lodovico Boschieri, patriota e politico italiano (n. 1841)
- 20 agosto - Valentino Cerruti, matematico, fisico e politico italiano (n. 1850)
- 20 agosto - Ludwig Gumplowicz, sociologo polacco (n. 1838)
- 21 agosto - George Cabot Lodge, poeta statunitense (n. 1873)
- 23 agosto - Adolf von Becker, pittore finlandese (n. 1831)
- 23 agosto - Liu E, scrittore e archeologo cinese (n. 1857)
- 27 agosto - Emil Christian Hansen, micologo danese (n. 1842)
- 27 agosto - Hermann Lossen, chirurgo tedesco (n. 1842)
- 27 agosto - Tiziano Zalli, patriota, attivista e banchiere italiano (n. 1830)
- 30 agosto - Yosef Hayyim, rabbino iracheno (n. 1832)
- 30 agosto - Alphonse Féry d'Esclands, magistrato, sportivo e militare francese (n. 1835)
- 31 agosto - Pier Augusto Tagliaferri, pittore e decoratore italiano (n. 1872)

## Settembre(20)
- 3 settembre - Francesco Cannas, magistrato italiano (n. 1847)
- 3 settembre - Pietro Manfrin di Castione, politico italiano (n. 1827)
- 4 settembre - Domenico Carutti, storico, diplomatico e politico italiano (n. 1821)
- 4 settembre - Clyde Fitch, drammaturgo e scrittore statunitense (n. 1865)
- 5 settembre - Baldassarre Odescalchi, politico italiano (n. 1844)
- 7 settembre - Henry Browne Blackwell, attivista statunitense (n. 1825)
- 8 settembre - Vere St. Leger Goold, tennista e criminale irlandese (n. 1853)
- 11 settembre - Karl August Otto Hoffmann, botanico e insegnante tedesco (n. 1853)
- 13 settembre - Adalbert Geheeb, botanico tedesco (n. 1842)
- 14 settembre - Charles Follen McKim, architetto statunitense (n. 1847)
- 17 settembre - William George McCloskey, vescovo cattolico statunitense (n. 1823)
- 18 settembre - Auguste Choisy, storico dell'architettura francese (n. 1841)
- 21 settembre - John Albert Johnson, politico statunitense (n. 1861)
- 22 settembre - Adrien Joseph Prax-Paris, politico francese (n. 1829)
- 24 settembre - Aleksandr Aleksandrovič Polovcov, nobile e politico russo (n. 1832)
- 26 settembre - Anton Dohrn, zoologo tedesco (n. 1840)
- 26 settembre - Albert Lugardon, pittore, fotografo e litografo svizzero (n. 1827)
- 28 settembre - Federico Costanzo Spinola, diplomatico e politico italiano (n. 1830)
- 29 settembre - Barthélémy Maglioli, architetto francese (n. 1856)
- 29 settembre - Edwin Theodor Saemisch, oculista tedesco (n. 1833)

## Ottobre(26)
- 3 ottobre - Edgardo Saporetti, pittore italiano (n. 1865)
- 5 ottobre - Leopoldo De Feis, archeologo e presbitero italiano (n. 1844)
- 7 ottobre - Henri Bellery-Desfontaines, pittore, incisore e architetto francese (n. 1867)
- 7 ottobre - Michele Gordigiani, pittore italiano (n. 1835)
- 8 ottobre - Naftali Herz Imber, poeta ucraino (n. 1856)
- 9 ottobre - Abe Hartley, calciatore scozzese (n. 1872)
- 13 ottobre - Francisco Ferrer Guardia, anarchico e pedagogista spagnolo (n. 1859)
- 15 ottobre - Nicola Giorgi, politico italiano (n. 1853)
- 16 ottobre - Jakub Bart-Ćišinski, poeta, drammaturgo e presbitero tedesco (n. 1856)
- 17 ottobre - Dürriaden Kadın, ottomana (n. 1860)
- 17 ottobre - Nicola Spinelli, compositore italiano (n. 1865)
- 18 ottobre - Alfredo Oriani, scrittore, storico e poeta italiano (n. 1852)
- 19 ottobre - Gaston Breteau, attore francese (n. 1859)
- 19 ottobre - Cesare Lombroso, medico, antropologo e filosofo italiano (n. 1835)
- 22 ottobre - Thomas Coman, politico irlandese (n. 1836)
- 22 ottobre - Alexis Hagron, generale francese (n. 1845)
- 24 ottobre - Robert von Schneider, archeologo e numismatico austriaco (n. 1854)
- 25 ottobre - Pietro Foti, patriota e politico italiano (n. 1828)
- 25 ottobre - Clorinda Matto de Turner, scrittrice, giornalista e attivista peruviana (n. 1852)
- 26 ottobre - Theodore Ayrault Dodge, ufficiale, storico e imprenditore statunitense (n. 1842)
- 26 ottobre - Oliver O. Howard, generale statunitense (n. 1830)
- 26 ottobre - Itō Hirobumi, politico giapponese (n. 1841)
- 26 ottobre - Rocco Racco, mafioso italiano (n. 1868)
- 28 ottobre - Edmund Monson, diplomatico inglese (n. 1834)
- 30 ottobre - Alois Monti, pediatra austriaco (n. 1839)
- 31 ottobre - Giovanni Monticolo, storico italiano (n. 1852)

## Novembre(38)
- 2 novembre - Wilhelm Ahlwardt, arabista tedesco (n. 1828)
- 2 novembre - Ernst Gustav Kraatz, entomologo e zoologo tedesco (n. 1831)
- 2 novembre - Hans von Rokitansky, basso e insegnante austriaco (n. 1835)
- 3 novembre - Rita Sangalli, ballerina italiana (n. 1849)
- 4 novembre - Ferdinand Bischoffsheim, banchiere e politico belga (n. 1837)
- 5 novembre - Adele Galli, scrittrice e poetessa italiana (n. 1870)
- 5 novembre - Henri Weil, filologo classico tedesco (n. 1818)
- 6 novembre - Frank Becton, calciatore inglese (n. 1873)
- 7 novembre - Martino Frontini, compositore italiano (n. 1827)
- 7 novembre - Miguel Iglesias, politico e militare peruviano (n. 1830)
- 7 novembre - Alfredo Pioda, giurista, filosofo e politico svizzero (n. 1848)
- 8 novembre - Charles Bordes, compositore francese (n. 1863)
- 9 novembre - William Powell Frith, pittore britannico (n. 1819)
- 9 novembre - Carlo Alberto Radaelli, patriota e militare italiano (n. 1820)
- 10 novembre - Ludvig Schytte, pianista e compositore danese (n. 1848)
- 10 novembre - Ivan Aleksandrovič Vsevoložskij, direttore artistico, costumista e funzionario russo (n. 1835)
- 12 novembre - Carmelo Patamia, medico e politico italiano (n. 1826)
- 13 novembre - Francis Dhanis, militare belga (n. 1861)
- 13 novembre - Æneas Mackay, politico olandese (n. 1839)
- 14 novembre - Ramón Lorenzo Falcón, poliziotto, politico e militare argentino (n. 1855)
- 14 novembre - Angelo Montechiari, fantino italiano (n. 1875)
- 14 novembre - Giuseppe Spatz, imprenditore e politico tedesco (n. 1849)
- 15 novembre - Canio Musacchio, sindacalista e politico italiano (n. 1866)
- 16 novembre - Angelo Manzini, avvocato e politico italiano (n. 1842)
- 18 novembre - Corradino Luciani, sindacalista italiano (n. 1884)
- 18 novembre - Renée Vivien, poetessa britannica (n. 1877)
- 20 novembre - Consuelo Yznaga, filantropa statunitense (n. 1853)
- 20 novembre - Camillo Mezzanotte, politico italiano (n. 1842)
- 21 novembre - Peder Severin Krøyer, pittore danese (n. 1851)
- 24 novembre - Leonid Dmitrievič Vjazemskij, generale russo (n. 1848)
- 27 novembre - Luigi Maria Alfonso di Borbone Due Sicilie, nobile (n. 1845)
- 29 novembre - Amos Bernini, politico italiano (n. 1842)
- 29 novembre - Silvio Tanzi, compositore e critico musicale italiano (n. 1879)
- 30 novembre - Innokentij Fëdorovič Annenskij, poeta, traduttore e critico letterario russo (n. 1855)
- 30 novembre - Luigi Brugnara, avvocato e politico italiano (n. 1845)
- 30 novembre - Augustin Bunea, teologo e storico rumeno (n. 1857)
- 30 novembre - Carlo Teodoro in Baviera, nobile tedesco (n. 1839)
- 30 novembre - James Squair, calciatore inglese (n. 1884)

## Dicembre(48)
- 1º dicembre - Carl Holmberg, ginnasta svedese (n. 1884)
- 1º dicembre - Maria Francesca del Liechtenstein, principessa austriaca (n. 1834)
- 1º dicembre - Pietro Zamburlini, arcivescovo cattolico italiano (n. 1832)
- 2 dicembre - Giuseppe Carnelli, pittore italiano (n. 1838)
- 4 dicembre - Alessandro Fortis, politico e militare italiano (n. 1841)
- 4 dicembre - Maria d'Orléans, nobile francese (n. 1865)
- 5 dicembre - Giorgio Alessandro di Meclemburgo-Strelitz, duca (n. 1859)
- 5 dicembre - Ebenezer Prout, musicologo, scrittore e insegnante inglese (n. 1835)
- 6 dicembre - Max Britzelmayr, micologo tedesco (n. 1839)
- 7 dicembre - Giuseppe Cerrano, imprenditore italiano (n. 1841)
- 8 dicembre - Giulio Moschetti, scultore italiano (n. 1847)
- 9 dicembre - Vittorio De Asarta, ingegnere, imprenditore e politico italiano (n. 1850)
- 9 dicembre - Hermann von Kaulbach, pittore tedesco (n. 1846)
- 10 dicembre - Arsenio da Trigolo, presbitero italiano (n. 1849)
- 10 dicembre - Nuvola Rossa, condottiero nativo americano (n. 1822)
- 11 dicembre - Ludwig Mond, chimico britannico (n. 1839)
- 12 dicembre - Karl Krumbacher, bizantinista e filologo classico tedesco (n. 1856)
- 14 dicembre - Agustín Querol, scultore spagnolo (n. 1860)
- 15 dicembre - William Des Vœux, funzionario britannico (n. 1834)
- 15 dicembre - Emil Strub, ingegnere e inventore svizzero (n. 1858)
- 15 dicembre - Francisco Tárrega, compositore e chitarrista spagnolo (n. 1852)
- 16 dicembre - Marco Aurelio Crotta, architetto italiano (n. 1861)
- 16 dicembre - Ludwig Friedländer, filologo classico tedesco (n. 1824)
- 16 dicembre - Enrico Giglioli, zoologo e antropologo italiano (n. 1845)
- 16 dicembre - Lina Morgenstern, educatrice, scrittrice e pacifista tedesca (n. 1830)
- 16 dicembre - Adelaide di Löwenstein-Wertheim-Rosenberg, principessa tedesca (n. 1831)
- 17 dicembre - Edhem Pascià, militare ottomano (n. 1851)
- 17 dicembre - Leopoldo II del Belgio, re belga (n. 1835)
- 18 dicembre - Samuel Czambel, linguista e traduttore slovacco (n. 1856)
- 18 dicembre - Michail Nikolaevič Romanov, nobile russo (n. 1832)
- 20 dicembre - Gerolamo Comi, presbitero italiano (n. 1831)
- 20 dicembre - Michail Sergeevič Volkonskij, nobile e politico russo (n. 1832)
- 21 dicembre - Karel Halíř, violinista ceco (n. 1859)
- 21 dicembre - Charles-Louis Philippe, scrittore francese (n. 1874)
- 22 dicembre - Gustav Breddin, entomologo tedesco (n. 1864)
- 24 dicembre - François Bidel, circense francese (n. 1839)
- 24 dicembre - Nicolaas Pierson, politico olandese (n. 1839)
- 25 dicembre - Johann Jakob Kneucker, teologo tedesco (n. 1840)
- 25 dicembre - Richard Bowdler Sharpe, zoologo e biologo inglese (n. 1847)
- 26 dicembre - Henri Cazalis, poeta e medico francese (n. 1840)
- 26 dicembre - Louis Charles Émile Lortet, medico, botanico e zoologo francese (n. 1836)
- 26 dicembre - Frederic Remington, pittore, illustratore e scultore statunitense (n. 1861)
- 28 dicembre - Clodomiro Bonfigli, medico e politico italiano (n. 1838)
- 29 dicembre - James Main, calciatore britannico (n. 1886)
- 29 dicembre - Luigi Suñer, commediografo italiano (n. 1832)
- 30 dicembre - Martha Watts, insegnante, educatrice e missionaria statunitense (n. 1848)
- 31 dicembre - Giuseppe Bustelli, poeta e traduttore italiano (n. 1832)
- 31 dicembre - Antonio Grober, alpinista italiano (n. 1847)

## Senza giorno specificato(41)
- Henry Albrecht, illustratore tedesco (n. 1857)
- Anton Appunn, fisico e organista tedesco (n. 1839)
- Hippolyte Baraduc, medico e parapsicologo francese (n. 1850)
- Wilhelm Jacob van Bebber, meteorologo tedesco (n. 1841)
- Émile Bertrand, mineralogista francese (n. 1844)
- Bezmiara Kadin, ottomana
- Henrique de Carvalho, esploratore portoghese (n. 1843)
- Filippo Clementi, compositore italiano (n. 1857)
- Alemanno Cortopassi, compositore italiano (n. 1838)
- Charles-Albert Costa de Beauregard, politico e storico francese (n. 1835)
- Gaston Da Costa, politico francese (n. 1850)
- Giuseppe Del Giudice, archivista e storico italiano (n. 1819)
- Pasquale Di Criscito, pittore italiano (n. 1830)
- Giovanni Enrico, ingegnere italiano (n. 1851)
- Annibale Gatti, pittore italiano (n. 1827)
- François-Auguste Gevaert, compositore belga (n. 1828)
- Heinrich von Geymüller, storico dell'arte svizzero (n. 1839)
- Cesare Giorgetti, politico italiano (n. 1831)
- Taddeo Grandi, patriota e scrittore italiano (n. 1840)
- Bou Hmara, politico marocchino
- Whitcomb Judson, inventore e ingegnere statunitense
- Odoardo Lalli, pittore italiano (n. 1829)
- Louis-Charles Malassez, medico francese (n. 1842)
- George Meredith, scrittore inglese (n. 1828)
- Ludwik Mlokosiewicz, esploratore, zoologo e botanico polacco (n. 1831)
- Rodolfo Morgari, pittore, decoratore e restauratore italiano (n. 1827)
- Émile Oudet, operaio francese (n. 1826)
- Olga Ouroussoff, soprano russo
- Celestino Peroglio, geografo e patriota italiano (n. 1824)
- Carlo Pizzi, pittore italiano (n. 1842)
- Frédéric Rauh, filosofo francese (n. 1861)
- Pietro Seni, scacchista italiano (n. 1841)
- Ettore Simonetti, pittore italiano (n. 1857)
- Joshua Slocum, navigatore e scrittore statunitense (n. 1844)
- Marcello Staglieno, storico italiano (n. 1829)
- Taj al-Mulouk Khanoum Umm al-Khakan, sovrana persiana (n. 1849)
- William Tyssen-Amherst, I Barone Amherst di Hackney, collezionista d'arte inglese (n. 1835)
- Juan Uña Gómez, pedagogo, scrittore e politico spagnolo (n. 1838)
- Higinio Uriarte, politico paraguaiano (n. 1843)
- Vakílu'd-Dawlih, iraniano (n. 1830)
- Ercole Villa, scultore italiano (n. 1827)